# Ephysteris
Ephysteris is een geslacht van vlinders van de familie tastermotten (Gelechiidae).

## Soorten
- E. accentella Povolny, 1968
- E. aellographa Janse, 1960
- E. arabiae Povolny, 1968
- E. aulacopis (Meyrick, 1923)
- E. brachypogon (Meyrick, 1937)
- E. brachyptera Karsholt & Sattler, 1998
- E. bucolica (Meyrick, 1904)
- E. buvati (Povolny, 1992)
- E. confusa Povolny, 1968
- E. coniogramma (Meyrick, 1921)
- E. cretigena (Meyrick, 1914)
- E. curtipennis (Zerny, 1935)
- E. cyrenaica Povolny, 1981
- E. chretieni Povolny, 1968
- E. deserticolella (Staudinger, 1871)
- E. diminutella (Zeller, 1847)
- E. eremaula (Janse, 1960)
- E. extorris (Meyrick, 1923)
- E. flavida Povolny, 1969
- E. foulonsensis Povolny, 1981
- E. fuscocrossa Janse, 1960
- E. gallica (Povolny, 1992)
- E. gobabebensis Bidzilya & Mey, 2011
- E. gondwana Bidzilya & Mey, 2011
- E. gredosensis (Rebel, 1935)
- E. hispanica Povolny, 1981
- E. iberica Povolny, 1977
- E. infirma (Meyrick, 1912)
- E. insulella (Heinemann, 1870)
- E. inustella (Zeller, 1847)
- E. juvenilis (Meyrick, 1929)
- E. kasyi Povolny, 1968

- E. leptocentra (Meyrick, 1912)
- E. neosirota (Janse, 1950)
- E. obstans Meyrick, 1928
- E. olympica Povolny, 1968
- E. ornata (Janse, 1950)
- E. parasynecta Janse, 1963
- E. promptella (Staudinger, 1859)
- E. riadensis Povolny, 1968
- E. ruth Povolny, 1977
- E. semiophanes (Meyrick, 1918)
- E. sibila (Meyrick, 1921)
- E. silignitis (Turner, 1919)
- E. sirota (Meyrick, 1908)
- E. speciosa Povolny, 1977
- E. suasoria (Meyrick, 1918)
- E. subcaerulea (Meyrick, 1918)
- E. subdiminutella (Stainton, 1867)
- E. surda (Meyrick, 1923)
- E. synecta (Meyrick, 1911)
- E. tenuisaccus Nupponen, 2010
- E. treskensis Povolny, 1964
- E. trinota (Clarke, 1965)
- E. unica Povolny, 1971
- E. zygophyllella (Rebel, 1912)